# Guglielmo Gajani
Guglielmo Gajani (Milano, 5 ottobre 1901 – Milano, 19 ottobre 1980) è stato un calciatore italiano, di ruolo centrocampista.

## Carriera
Giocò in Serie A con la Pro Patria ed in Divisione Nazionale con Milan, Inter e Bari.